# Steingasse (Bergisch Gladbach)
Steingasse ist ein untergegangener Wohnplatz und eine Hofstelle, die im heutigen Stadtteil Stadtmitte der Stadt Bergisch Gladbach  im Rheinisch-Bergischen Kreis liegt.

## Lage und Beschreibung
Die Steingasse (ma. op de Steejass) wurde 1585 erstmalig erwähnt. Sie lag in Strundorf bei der Hammermühle an der Grenze der Honschaften Combüchen und Gladbach. Ursprünglich gliederte sie sich in den zu Paffrath gehörenden Teil Unter-Steingaß und den zu Gladbach gehörenden Teil Ober-Steingaß.

## Geschichte
Aus Carl Friedrich von Wiebeking Charte des Herzogthums Berg 1789 geht hervor, dass Steingasse zu dieser Zeit Teil der Honschaften Combüchen und Gladbach in den Kirchspielen Paffrath und Gladbach war.
Unter der französischen Verwaltung zwischen 1806 und 1813 wurde das Amt Porz aufgelöst und Steingasse wurde politisch der Mairie Gladbach im Kanton Bensberg zugeordnet. 1816 wandelten die Preußen die Mairie zur Bürgermeisterei Gladbach im Kreis Mülheim am Rhein. Mit der Rheinischen Städteordnung wurde Gladbach 1856 Stadt, die dann 1863 den Zusatz Bergisch bekam.
Der Ort ist ab der Topographischen Aufnahme der Rheinlande von 1824 auf Messtischblättern regelmäßig ohne Namen verzeichnet. 
| Jahr | Einwohner | Wohn- gebäude | Kategorie    | Politische / kirchliche Zugehörigkeit |
| ---- | --------- | ------------- | ------------ | ------------------------------------- |
| 1822 | 7         |               | Hofstelle    | Unter-Steingaß, Kirchspiel Paffrath   |
| 1822 | 6         |               | Hofstelle    | Ober-Steingaß, Kirchspiel Gladbach    |
| 1830 | 11        |               | Hofstelle    | Unter-Steingaß, Kirchspiel Paffrath   |
| 1830 | 10        |               | Hofstelle    | Ober-Steingaß, Kirchspiel Gladbach    |
| 1845 | 16        | 3             | Hofstelle    | Unter-Steingaß, Kirchspiel Paffrath   |
| 1845 | 11        | 1             | Ackergütchen | Ober-Steingaß, Kirchspiel Gladbach    |
| 1871 | 18        | 2             | Hofstelle    |                                       |
| 1885 | 12        | 1             | Wohnplatz    |                                       |

In späteren Gemeindelexika ist Steingasse nicht mehr erwähnt.